# Podmokle Wielkie
Podmokle Wielkie (od XIX wieku niem. Groß Posemuckel) – wieś w Polsce, położona w województwie lubuskim, w powiecie zielonogórskim, w gminie Babimost.
W latach 1975–1998 wieś administracyjnie należała do województwa zielonogórskiego.
Według danych urzędu gminy Babimost sołectwo ma powierzchnię 1357,53 ha i 343 mieszkańców.
Na terenie wsi znajduje się kościół filialny parafii w Babimoście pw. św. Józefa Rzemieślnika.

## Integralne części wsi
| SIMC    | Nazwa    | Rodzaj     |
| ------- | -------- | ---------- |
| 0907591 | Zdzisław | przysiółek |

## Historia
Miejscowość pierwotnie związana była z Wielkopolską. Ma metrykę średniowieczną i istnieje co najmniej od XIV wieku. Po raz pierwszy wymieniana w łacińskojęzycznym dokumencie z 1334 jako Podmocle, 1435 Podmoklie, 1438 duplex Podmocle (wraz z sąsiednią wsią Podmokle Małe), 1462 utraque Podmokle, 1489 Pothmocle Maius, 1493 Podmoklye Wyelkye, 1510 Podmoklye, 1571 Podmoklie Wielgie, od XIX wieku Gross Posemukel, 1944 Gross Posenbrück.
Wieś była własnością królów polskich leżącą w tenucie starostwa babimojskiego. W 1440 w imieniu króla Władysława II Jagiełły tenutariuszem babimojskim oraz zarządcą przynależących do nich wsi był Dobrogost Koleński. W 1462 funkcję tę pełnił Stanisław Zbąski. W latach 1489–1528 dobra królewskie Babimost, w tym wsie Podmokłe Wielkie oraz Podmokle Małe, stały się przedmiotem podziałów rodzinnych oraz sporów szlacheckiego rodu Zbąskich ze Zbąszynia.
W 1527 król Zygmunt II August zezwolił Michałowi Bielawskiemu wykupić wójtostwo we wsi Podmokłe Wielkie z rąk szlachcica Grzegorza. W 1533 Michał Bielawski zapisał swojej żonie Barbarze Czackiej córce Jana herbu Świnka po 50 złotych posagu i wiana na sołectwie we wsi Podmokle Wielkie. W 1550 król Polski Zygmunt potwierdził ważność dokumentu braci Zbąskich z 1528 tenutariuszowi Janowi Potockiemu. W latach 1552–63 imiennie odnotowano sołtysa wsi Marcina Pożarowskiego, któremu król Zygmunt August potwierdził w 1552 dożywotnie posiadanie sołectwa we wsi Podmokłe Wielkie. W 1561 król ten zezwolił mu na sprzedaż sołectwa ale Pożarowski był sołtysem do 1563 kiedy jeszcze zapłacił pobór z 2 łanów. W 1563 sprzedał on „sołectwo sive wójtostwo” we wsi Podmokłe Wielkie za 212 grzywien następującemu po nim sołtysowi - Wojciechowi Dziembowskiemu. Kolejny sołtys wymieniony został przy okazji płacenie podatków ze wsi. W 1580 funkcję tę pełnił szlachcic Walenty Klempski, który zapłacił pobór z sołectwa od 2 łanów i 3 zagrodników.
Wieś odnotowały historyczne rejestry i księgi podatkowe. W  1510 we wsi zanotowano 18 łanów, dwa łany sołeckie w tym jeden łan był wolny. W roku tym w miejscowości ściągnięto podatki także z karczmy. W 1530 odbył się pobór z 11 łanów. W 1563 pobór z 19 łanów oraz 2 łanów sołtysich. W 1571 pobór od wsi płacił kasztelan poznański oraz tenutariusz babimojski Piotr Czarnkowski. Zapłacił podatek od 21 łanów, 2 łanów sołtysich, 14 zagrodników oraz karczmy dziedzicznej. W 1564 we wsi było 18 łanów. Odnotowano w tym roku  płatność ze wsi wiardunków dziesiętnych po 3 grosze z 18 łanów, należących do uposażenia biskupa poznańskiego. W 1580 odbył się pobór od 17 łanów osiadłych, 2 łanów opustoszałych, 12 zagrodników, biednego komornika, od kowala. Odnotowany został także jeden łan wolny jaki uprawiał kmieć, którego wysłano na wojnę moskiewską jaka się odbyła w latach 1577–1582.
Miejscowość była wsią królewską należącą do starostwa babimojskiego. W 1530 należała do powiatu kościańskiego Korony Królestwa Polskiego. W 1510 leżała w parafii Babimost.
Pod koniec XVI wieku miejscowość należała do królów polskich, była wsią królewską starostwa babimojskiego i leżała w powiecie kościańskim województwa poznańskiego w Rzeczypospolitej Obojga Narodów.
W wyniku II rozbioru Rzeczypospolitej w 1793, miejscowość przeszła w posiadanie Prus i jak cała Wielkopolska znalazła się w zaborze pruskim. W okresie Wielkiego Księstwa Poznańskiego (1815–1848) miejscowość wzmiankowana jako Podmokle wielkie należała do wsi większych w ówczesnym powiecie babimojskim rejencji poznańskiej. Podmokle wielkie należały do babimojskiego okręgu policyjnego tego powiatu i stanowiły część majątku Podmokle, którego właścicielem był Massow. Według spisu urzędowego z 1837 roku Podmokle wielkie liczyły 245 mieszkańców, którzy zamieszkiwali 38 dymów (domostw).
W 1937 wieś leżała w granicach III Rzeszy, a niemiecka nazistowska administracja zastąpiła ukształtowaną historycznie nazwę Groß Posemuckel formą Groß Posenbrück.
W Podmoklach Wielkich od stycznia 1936 pracował Franciszek Sarnowski, jako nauczyciel i kierownik szkoły polskiej (prywatnej). Na ziemi babimojskiej prowadził aktywną działalność kulturalno-oświatową. Był inicjatorem powołania chóru młodzieżowego „Lutnia”, organizował kursy sportowe, obozy i wycieczki, zaangażował się w działalność polskiego harcerstwa. Był pierwszym hufcowym drużyn skautowych Związku Harcerstwa Polskiego w Niemczech (ZHPwN) na terenie babimojsko-międzyrzeckim, w październiku 1936 otrzymał stopień podharcmistrza, opiekował się drużynami w Podmoklach Małych i Podmoklach Wielkich, był członkiem Zarządu Głównego ZHPwN i jego skarbnikiem (1937–1939). 1 września 1939 został aresztowany przez Gestapo w szkole w Podmoklach Wielkich.

## Sport
We wsi siedzibę ma klub piłkarski „Jedność” Podmokle założony w 1929 roku i występujący w A-klasie.